# Meryl Cassie
Meryl Cassie (n. 2 de abril de 1984) es una actriz sudafricana
Nacida en George, provincia del Cabo, Sudáfrica emigró con su familia a Nueva Zelanda en 1987, principalmente debido al apartheid. Actriz y aspirante a cantante de ascendencia africana y alemana. Desde que tenía 5 años sabía que quería actuar y a la edad de 9 empezó a hacer obras de teatro y llevar talleres. Su primera experiencia enfrente de una cámara fue en el programa familiar "What Now". Meryl es la más joven de cuatro hermanos y tiene cinco sobrinos. Sus dos hermanas mayores también han tenido un papel protagonista en La Tribu, Megan Alatini se dio a conocer en la edición de "Popstars" neozelandesa. Su familia es más conocida en Nueva Zelanda por los peinados de trencitas y poseen una cadena de salones. 
Su papel más importante hasta la fecha, es el de Ebony en la serie de culto La Tribu. Aunque también ha aparecido en "Shortland Street", "Xena: La Princesa Guerrera", "Revelations: The Initial Journey" y "Hércules: Sus viajes legendarios". Ha cantado en los dos álbumes inspirados en La Tribu y forma parte del grupo "Nubian Angelz" junto a sus dos hermanas.

## Filmografía

### Televisión
- "La Leyenda del Buscador" 
  - - Resurrection (2010) .... Cortesana
- "Revelations" 
  - - The Good Samaritan (2003) .... Lucy
- The Big Breakfast (2001) .... Meryl Cassie
- "La Tribu" (1999-2003) .... Ebony

## Discografía
- "Karaoke High" (Theme Music) (2007)
- "The Tribe: Abe Messiah Remix" (2003)
- "The Tribe: Abe Messiah" (2001)